# 16e brigade d'aviation de l'armée
Pour les articles homonymes, voir 16e brigade.
La 16e brigade d'aviation de l'armée « Brody » (en ukrainien : 16-та окрема бригада армійської авіації «Броди», abrégé en 16 ОБрАА ; numéro d'unité militaire А2595) est une grande unité d'aviation légère de l'Armée de terre ukrainienne. Formée en 2012, elle est stationnée en temps de paix sur la base aérienne de Brody et relève directement du commandement de l'Armée de terre.

## Historique
La filiation de l'unité remonte à mai 1981, avec la création à Brody (entre Lviv et Rivne) du 119e régiment d'hélicoptères de combat de l'Armée de terre soviétique, équipé notamment d'hélicoptères d'attaque Mil Mi-24. De 1983 à 1989, des détachements sont engagés dans la guerre d'Afghanistan.
En 1992, le personnel du régiment prête serment d'allégeance à l'Ukraine. Le 26 août 1994, l'unité sert à la formation de la 3e brigade d'aviation de l'armée, composée de deux escadrons d'hélicoptères. À partir de 1996, l'unité profite du programme Partenariat pour la paix et ainsi participe à des exercices de l'OTAN : « Bouclier de la paix-96 », « Voisin commun-97 », « Redoute-97 » et « Automne-98 ». Les équipages participent aussi à des missions de maintien de la paix pour l'ONU : au Liberia (MINUL), en Sierra Leone (MINUSIL), en Côte d'Ivoire (ONUCI) et en république démocratique du Congo (la Monusco).
En décembre 2003, la 3e brigade devient le 3e régiment d'aviation de l'armée ; il est rattaché le 27 avril 2005 au 8e corps d'armée. En décembre 2012, le régiment sert à la formation de la 16e brigade d'aviation de l'armée, équipée de Mil Mi-2, Mil Mi-8 et Mil Mi-24. Ses hélicoptères participent à la guerre du Donbass : le 2 mai 2014, deux Mi-24 de la brigade sont abattus près de Sloviansk ; le 24 juin, un Mi-8 est détruit près de Sloviansk ; le 7 août, c'est le cas d'un autre Mi-8 près du village de Berezovo, dans l'oblast de Donetsk.
Le 24 août 2015, à l'occasion du Jour de l'indépendance, la brigade reçoit un nouveau drapeau portant la fourragère « Pour le Courage et la Bravoure ». Le 23 août 2017, elle rajoute à son nom le titre honorifique de « Brody ».

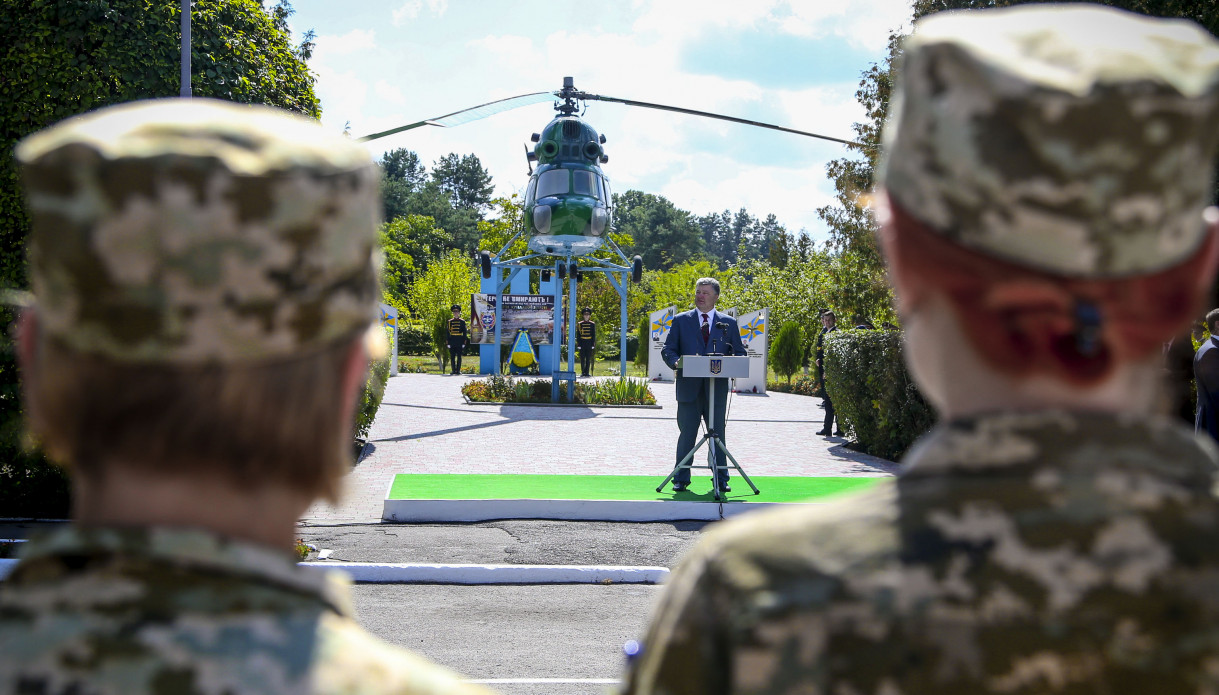
Cérémonie en 2016 devant le mémorial des morts de la 16e par Petro Porochenko.

L'unité participe à la défense contre l'invasion de l'Ukraine par la Russie. Le 28 février 2022, un de ses Mi-8 est détruit par un missile russe à Makariv, dans l'oblast de Kiev, tuant notamment le colonel Oleksandr Grigoriev, commandant de la brigade ; les cadavres de l'équipage ne seront retrouvés qu'en avril. Le 8 mars 2022, un Mi-24 est abattu près de Kulazhyntsi (uk), dans l'est du raïon de Brovary, tuant les deux pilotes, notamment le lieutenant-colonel Oleksandr Maryniak.

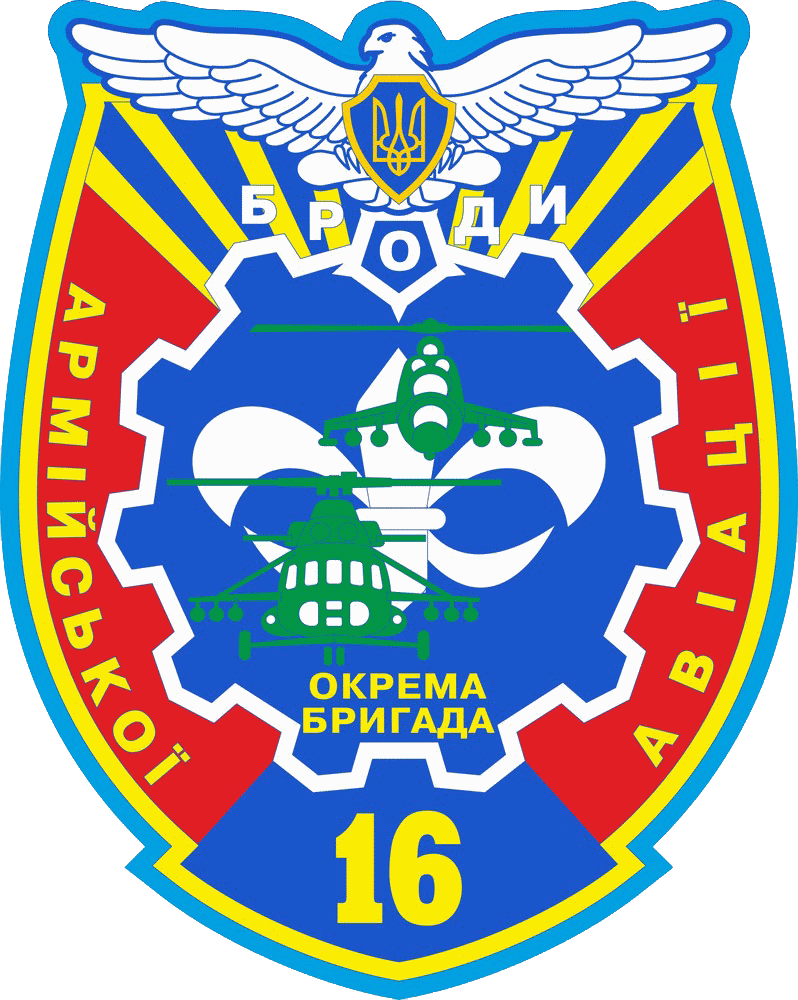
Ancien insigne, entre 2017 et 2020.
Nouvel insigne, depuis 2020.
Version de campagne, plus discrète.